# Trauner Verlag + Buchservice
Die Trauner Verlag + Buchservice GmbH ist eine österreichische Verlagsbuchhandlung in Linz. Das Unternehmen entstand aus dem Ibis-Verlag, den Rudolf Trauner im Januar 1951 übernommen hatte. Das Unternehmen hat ca. 500 Autoren und 77 Mitarbeiter.

## Geschichte
Der von Robert Grün in der Linzer Hafferlstraße unmittelbar nach dem Zweiten Weltkrieg gegründete Ibis-Verlag wurde am 3. Januar 1951 von Rudolf Trauner erworben. Die erste Konzession für den Verlagsbuchhandel hatte Trauner bereits am 11. November 1950 erhalten. In den ersten Jahren konnte Trauner auf die Bestände des Ibis-Verlags zurückgreifen, unter anderem deutsche Übersetzungen von Werken bekannter Autoren wie Jack London, Mark Twain und Pearl S. Buck sowie Werke der damals populären österreichischen Schriftstellerin Maria von Peteani. Zunächst führte er den Verlag unter dem alten Namen weiter, 1954 benannte er ihn in Rudolf-Trauner-Verlag um.

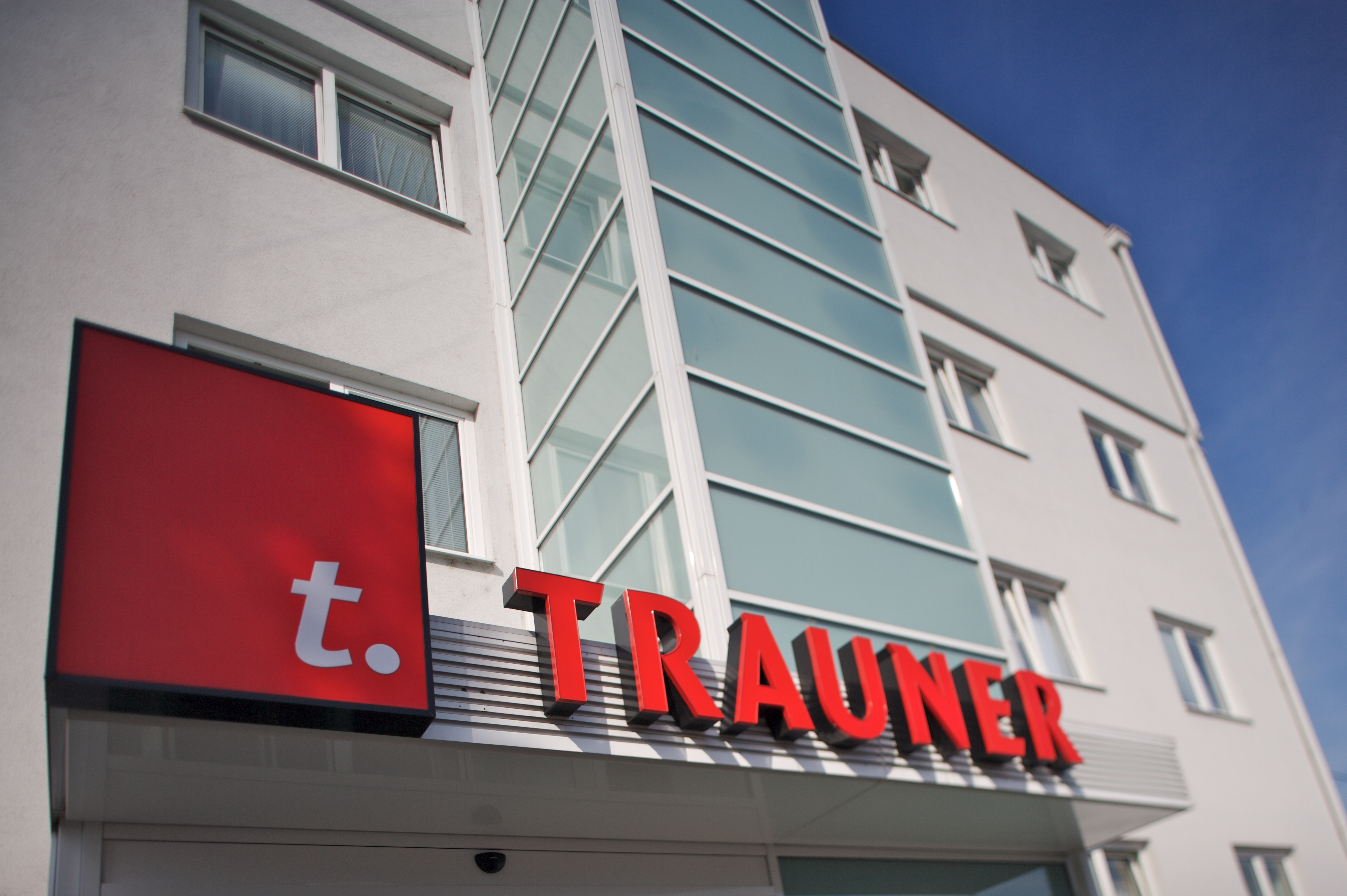
Verlagsgebäude Trauner

In diesem Jahr übersiedelte der Verlag in die Baumbachstraße 4a. 1960/61 wurde der Betrieb im Haus Dinghoferstraße 21 erweitert und die Druckerei Trauner gegründet. 1964 begann der Neubau des Druckerei- und Verlagsgebäudes in der Köglstraße; die Übersiedlung fand 1967 statt. Danach erfolgte die Erweiterung des Verlagsprogramms durch Kinder- und Jugendliteratur, Bild- und Kunstbände, Literatur, Reiseführer, Sportbücher, Ratgeber und erste gastronomische Fachbücher. 
Im Jahr 1978 trat der Sohn des Firmengründers,  Rudolf Trauner, in das Unternehmen ein. Ab 1980 vergrößerte der Verlag  sein Gastronomie- und Schulbuchprogramm. In dieser Zeit fiel auch die Grundsteinlegung des heutigen Verlagsprofils. Der akademische Senat der Johannes Kepler Universität verlieh dem Unternehmen 1982 den Titel „Universitätsverlag“. Fünf Jahre später erfolgte die Verleihung des „österreichischen Staatswappens“. 1991 übernahm  Rudolf Trauner das Unternehmen. Seit den 1990er-Jahren verstärkte es den Ausbau der Exportmärkte Deutschland, Schweiz und Südtirol.
Im Jahr 2001 wurde das Verlagsgebäude aufgestockt und eine neue Corporate Identity eingeführt. 2005 erfolgte die Umgründung des Verlages in Trauner Verlag + Buchservice GmbH. Seit diesem Zeitpunkt führen Rudolf Trauner und seine Frau  Ingrid. Seit 2009 arbeitet auch die dritte Generation mit Rudolf Trauner und seiner Frau Sonja im Unternehmen. 

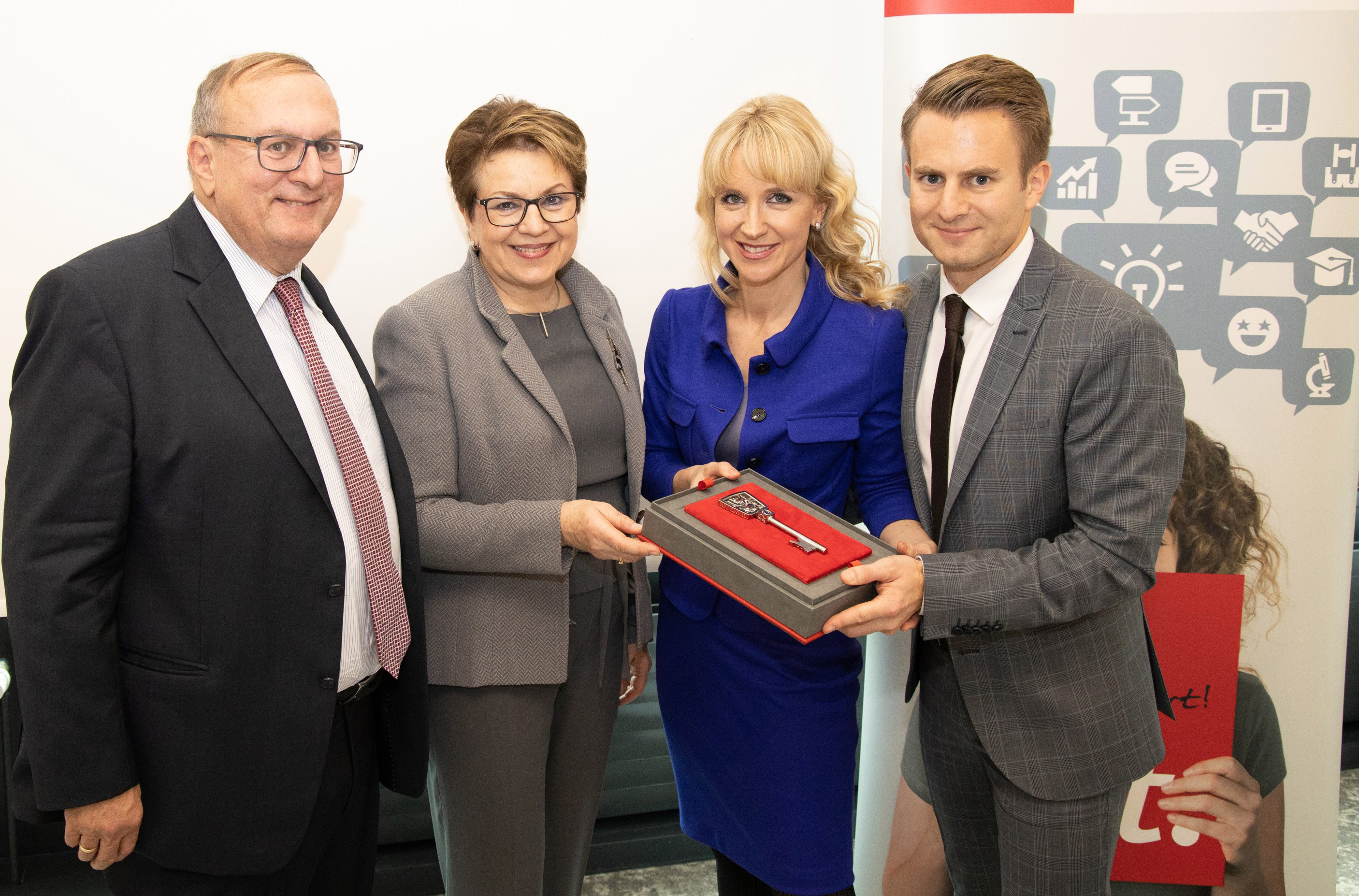
Schlüsselübergabe im Hause TRAUNER.

Seit 2012 verstärkt es den Ausbau von Online-Begleitmaterialien und digitalen Büchern. Der Launch der Online-Plattform www.trauner-kompetenzportal.at erfolgte noch im gleichen Jahr. Zur selben Zeit erhielt das Unternehmen das Zertifikat „Audit Familie und Beruf“. 2017 folgte eine „German Brand Award“-Nominierung, die jährlich die besten Marken im deutschsprachigen Raum prämiert. 2018 wurde die Onlineplattform TRAUNER Kompetenzportal durch die TRAUNER DigiBox ersetzt. Diese enthält zahlreiche E-Books und digitales Zusatzmaterial wie Erklärvideos und interaktive Übungen verfügbar für alle Endgeräte.
Ende September 2019 wurde die hauseigene Druckerei aus wirtschaftlichen Gründen geschlossen.
Ende 2019 wurde die Leitung des Familienunternehmens von Ingrid und Rudolf Trauner an die dritte Generation weitergegeben. Ihr Sohn Rudolf und dessen Frau Sonja waren bereits seit mehreren Jahren in leitenden Positionen aktiv und wollen den Medienverlag nun in eine erfolgreiche Zukunft führen.

## Verlagsprogramm
Zu den Kernbereichen zählen Gastronomie, Bildung, Universität, OÖ Publikationen sowie Sachbücher und Ratgeber mit etwa 1000 Buchtiteln.

### Gastronomie
Das Unternehmen ist der einzige gastronomische Fachverlag in Österreich. Die Fachbücher enthalten u. a. Basisliteratur zu den Themen Küche, Service, Getränke, Bäckerei, Konditorei und Hotelmanagement.

### Bildung
Verlegt werden Lehrmaterialien für berufsbildende Schulen, Volksschulen und die Erwachsenenbildung. Zusätzlich gibt es zu den Büchern auch Online-Ergänzungen wie E-Books, Erklärvideos und interaktive Übungen, die auf der eigenen E-Learning-Plattform TRAUNER-DigiBox (www.trauner-digibox.com) angeboten werden. Der Verlag unterstützt durch seine medienübergreifenden Bildungskonzepte die Lehrenden beim Unterrichten.

### Universität
Am 5. Oktober 1982 wurde der Trauner Verlag offizieller „Universitätsverlag“ der JKU Linz. Zurzeit umfasst das Angebot 210 wissenschaftliche Publikationen in 33 Schriftenreihen. Jedes Jahr stoßen ca. 40 neue Publikationen dazu.

### OÖ Publikationen
In diesem Publikationsspektrum erscheinen Freizeitführer, Biografien bekannter Oberösterreicher, Sachbücher über historische und aktuelle Themen, Kommentare zu Landesgesetzen und der OÖ Amtskalender.

### Sachbuch/Ratgeber
Der jüngste Bereich enthält Ratgeber zu Pädagogik, Unterrichtswissenschaft, Schulrecht sowie Bücher zum Thema Karriere, Natur, Genuss, Familie und Gesundheit.

## Digitale Medien
Der Verlag bietet Lehr- und Lernmaterial in elektronischer Form auf der eigenen Plattform TRAUNER-DigiBox an. Dazu zählen E-Books und ergänzende Materialien zur Vorbereitung und Gestaltung des Unterrichts. Diese Plattform ermöglicht es, Materialien direkt im Unterricht vom Portal aus zu präsentieren.
Seit dem Schuljahr 2016/17 stehen Schulbücher inklusive E-Books als Kombiprodukte für die Sekundarstufe II zur Verfügung, welche im Portal Digi4School abrufbar sind.

## Auszeichnungen
Aufgrund seiner Familienfreundlichkeit in Bezug auf Elternschaft, Karenz, Berufsrückkehr oder Väterkarenz wurde das Unternehmen von der „Beruf und Familien Management GmbH“ als familienfreundliches Unternehmen zertifiziert. Wegen der sozialen Leistungen und der individuellen Arbeitszeitmodelle, welche Mitarbeiter in Anspruch nehmen können, erhielt die Geschäftsführerin  Ingrid Trauner von der VKB-Bank die Auszeichnung „Managerin des Jahres 2010“.
Des Weiteren erhielt das Unternehmen Auszeichnungen für die gastronomischen Fachbücher. 

## Export
Der Exportanteil des Unternehmens beträgt ca. 10 %. Darunter fallen der Vertrieb der gastronomischen Schul- und Fachbücher in Deutschland, Südtirol und der Schweiz, zwei englischsprachige Fachbücher, drei Schulbücher in slowenischer Sprache und der Lizenzverkauf u. a. nach Indonesien, Russland, Ungarn, Bulgarien und Griechenland.